# International Federation of Woodworkers
De International Federation of Woodworkers (IFW), ook bekend als het Internationaal Verbond van Meubelmakers- en Houtbewerkersbonden, was een internationaal vakbondssecretariaat.

## Historiek
Het eerste internationale houtbewerkerscongres vond plaats in 1891 te Brussel. Dit congres leidde tot de oprichting van een internationale service. In 1893 volgde een congres te Zürich en vervolgens in 1896 te Londen. Het zou echter duren tot het congres te Amsterdam in 1904 aleer de IFW werd opgericht.
Op 1 april 1934 fuseerde de IFBW met de International Federation of Building Workers (IFBW). Uit deze fusie ontstond de International Federation of Building and Wood Workers (IFBWW).

## Structuur
De hoofdzetel was gevestigd te Stuttgart, maar in 1909 verplaatst naar Berlijn en vervolgens vanaf 1920 naar Amsterdam. Na de verkiezing van Fritz Tarnow verhuisde de hoofdzetel terug naar Berlijn.

### Bestuur
| Periode     | Algemeen secretaris |
| ----------- | ------------------- |
| 1904 - 1919 | Theodor Leipart     |
| 1919 - 1929 | Kees Woudenberg     |
| 1929 - 1933 | Fritz Tarnow        |
| 1933 - 1934 | Willem Hauwaert     |